# Magnet link
URI schéma magnet link je de facto standard pro odkazování na data v peer-to-peer sítích. Takový odkaz neidentifikuje požadovaný soubor podle jeho umístění nebo jména, ale podle obsahu, lépe řečeno kryptografického otisku obsahu.
Protože odkazuje na soubor na základě jeho obsahu nebo metadat (nikoli umístění), jedná se o Uniform Resource Name (nikoli Uniform Resource Locator). I když může být použit i pro jiné aplikace, je nejčastěji používán pro peer-to-peer data, protože umožňuje odkazovat na zdroj a nevyžaduje stále dostupný cílový server.

## Historie
Standard byl vyvinut roku 2002 jako součást projektů ed2k: a freenet: URI schémat používaných v eDonkey2000 a Freenet, a snažil se splňovat oficiální standardy IETF URI, pokud to bylo možné. Aplikace podporující magnet odkazy zahrnovaly Vuze, BearShare, DC++, Deluge, gtk-gnutella, Kazaa, LimeWire, FrostWire, MP3 Rocket, Morpheus, Qbittorrent (od v1.5.0), BitComet (od v1.17), BitSpirit, Shareaza, MLdonkey, aMule, KCeasy, TrustyFiles, μTorrent, a Transmission (od v1.80b1 9679).

## Technický popis
Magnet link obsahuje hash hledaného souboru, tedy jeho jednoznačnou identifikaci. Správa hashů přitom není svěřena centrální autoritě (trackeru), ale všem klientům v síti.
Magnet link může obsahovat jeden nebo více parametrů, oddělených od sebe znakem „&“. Pořadí parametrů není přesně určeno. Nejdůležitějším parametrem je „xt“, který znamená „přesné téma“ (exact topic).
 magnet:? xl = [Velikost v Bytech] & dn = [(URL kódované jméno souboru)] & xt = urn: tree: tiger: [ TTH hash (Base32) ] 
Např.:
 magnet:?xt=urn:sha1:YNCKHTQCWBTRNJIV4WNAE52SJUQCZO5C

### Parametry
- dn (Display Name/Zobrazovaný název) – jméno souboru
- xl (eXact Length/Přesná délka) – velikost v bytech
- xt (eXact Topic/Přesný předmět) – URN obsahující hash souboru
- as (Acceptable Source/Přijatelný zdroj) – webový odkaz na soubor online
- xs (eXact Source/Přesný zdroj) – P2P odkaz
- kt (Keyword Topic/Klíčové slovo předmětu) – klíčová slova pro hledání
- mt (Manifest Topic) – odkaz na metasoubor, který obsahuje seznam magneto (MAGMA – MAGnet MAnifest)[1]
- tr (address TRacker/adresa trackeru) – odkaz na tracker pro stažení BitTorrentem